# Lüliang
Lüliang (chinesisch 吕梁市, Pinyin Lǚliáng Shì) ist eine bezirksfreie Stadt im mittleren Westen der chinesischen Provinz Shanxi der Volksrepublik China.
Das Verwaltungsgebiet von Lüliang hat eine Fläche von 21.114 km² und 3.398.431 Einwohner (Stand: Zensus 2020). In der eigentlichen Kernstadt von Lüliang leben 335.285 Menschen (Stand: Zensus 2020). Nahe der Stadt liegt der Flughafen Lüliang.

## Administrative Gliederung
Auf Kreisebene setzt sich Lüliang aus einem Stadtbezirk, zehn Kreisen und zwei kreisfreien Städten zusammen. Diese sind (Stand: Zensus 2020):
- Stadtbezirk Lishi (离石区), 1.315 km², 456.355 Einwohner, Zentrum, Sitz der Stadtregierung;
- Kreis Wenshui (文水县), 1.069 km², 372.580 Einwohner, Hauptort: Großgemeinde Fengsheng (凤城镇);
- Kreis Zhongyang (中阳县), 1.435 km², 138.498 Einwohner, Hauptort: Großgemeinde Ningxing (宁兴镇);
- Kreis Xing (兴县), 3.164 km², 183.484 Einwohner, Hauptort: Großgemeinde Weifen (蔚汾镇);
- Kreis Lin (临县), 2.978 km², 394.713 Einwohner, Hauptort: Großgemeinde Linquan (临泉镇);
- Kreis Fangshan (方山县), 1.439 km², 112.692 Einwohner, Hauptort: Großgemeinde Gedong (圪洞镇);
- Kreis Liulin (柳林县), 1.290 km², 287.969 Einwohner, Hauptort: Großgemeinde Liulin (柳林镇);
- Kreis Lan (岚县), 1.511 km², 148.315 Einwohner, Hauptort: Großgemeinde Dongcun (东村镇);
- Kreis Jiaokou (交口县), 1.258 km², 95.313 Einwohner, Hauptort: Großgemeinde Shuitou (水头镇);
- Kreis Jiaocheng (交城县), 1.830 km², 226.768 Einwohner, Hauptort: Großgemeinde Tianning (天宁镇);
- Kreis Shilou (石楼县), 1.735 km², 96.808 Einwohner, Hauptort: Großgemeinde Lingquan (灵泉镇);
- Stadt Xiaoyi (孝义市), 934 km², 477.289 Einwohner;
- Stadt Fenyang (汾阳市), 1.173 km², 407.647 Einwohner.